# Svampbaggar
Svampbaggar (Endomychidae) är en familj av skalbaggar som beskrevs av Leach 1815. Enligt Catalogue of Life ingår svampbaggar i överfamiljen Cucujoidea, ordningen skalbaggar, klassen egentliga insekter, fylumet leddjur och riket djur, men enligt Dyntaxa är tillhörigheten istället ordningen skalbaggar, klassen egentliga insekter, fylumet leddjur och riket djur. Enligt Catalogue of Life omfattar familjen Endomychidae 107 arter. 

## Bildgalleri

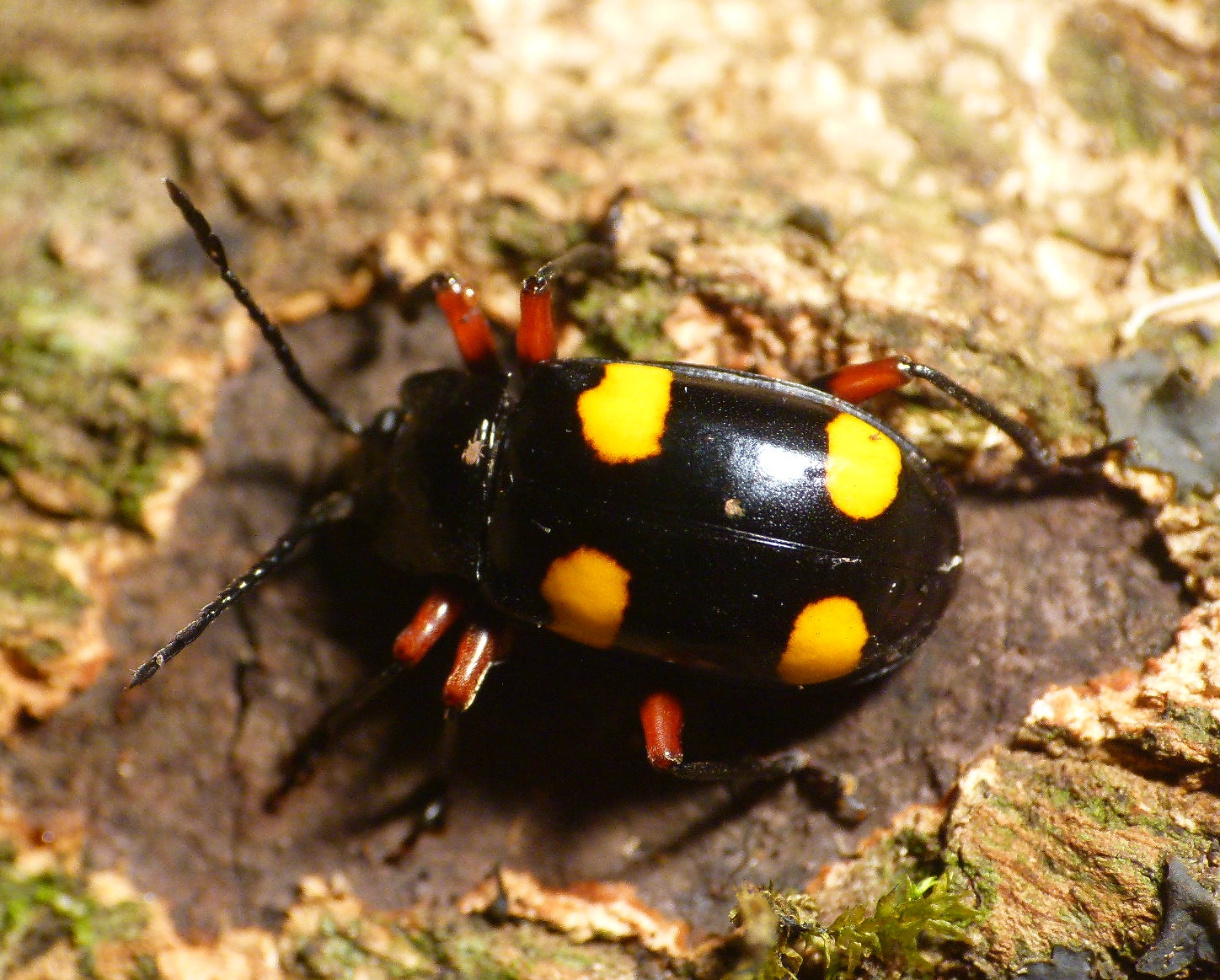
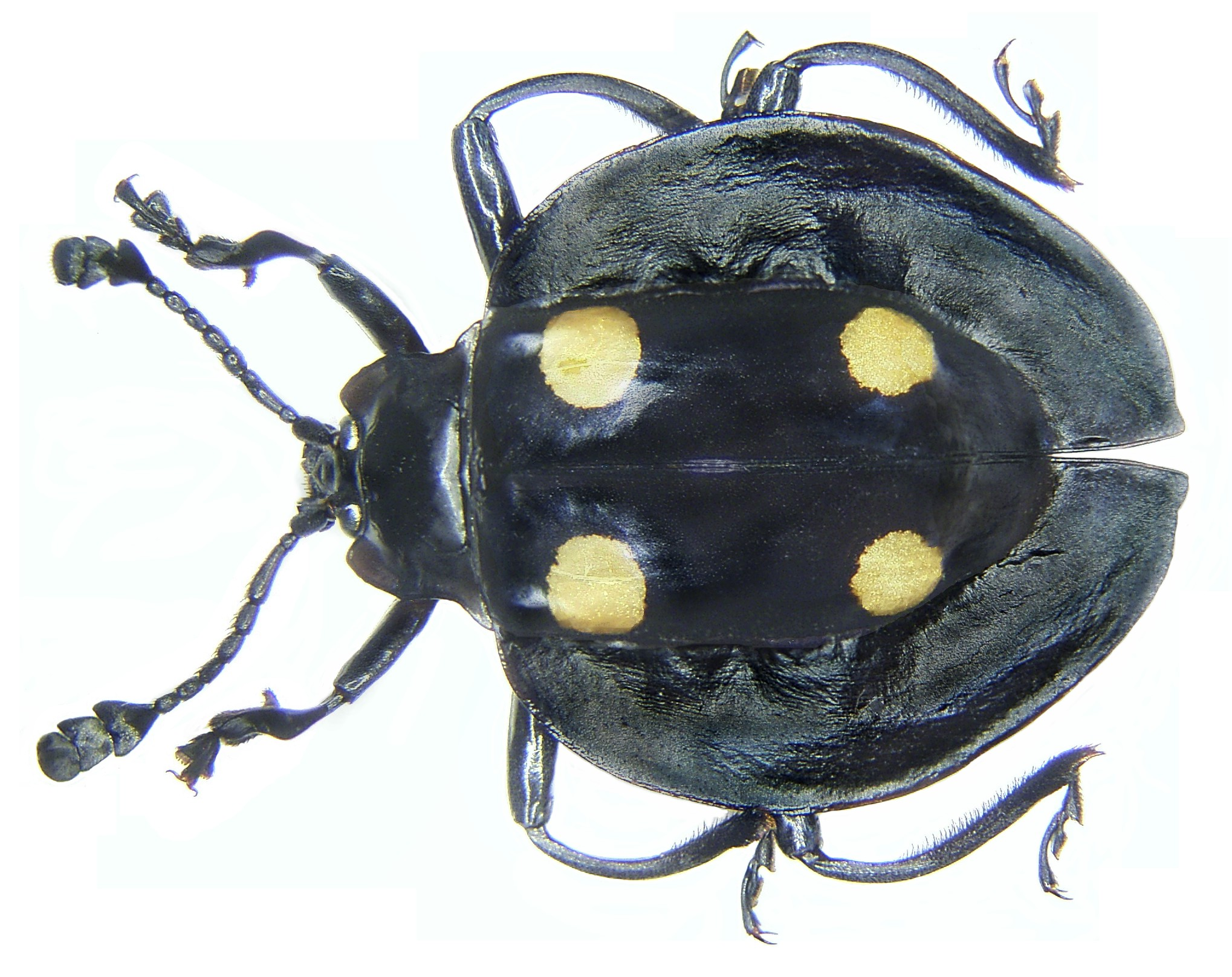
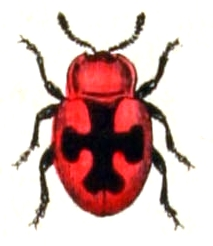
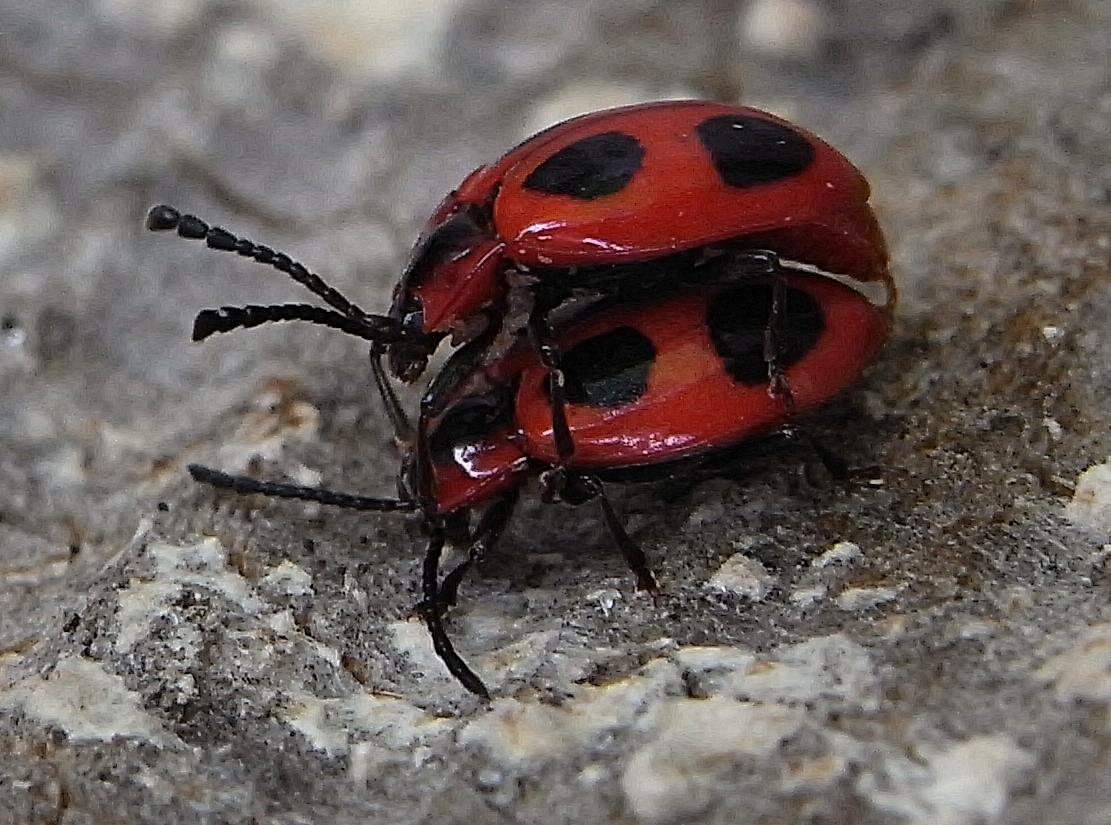
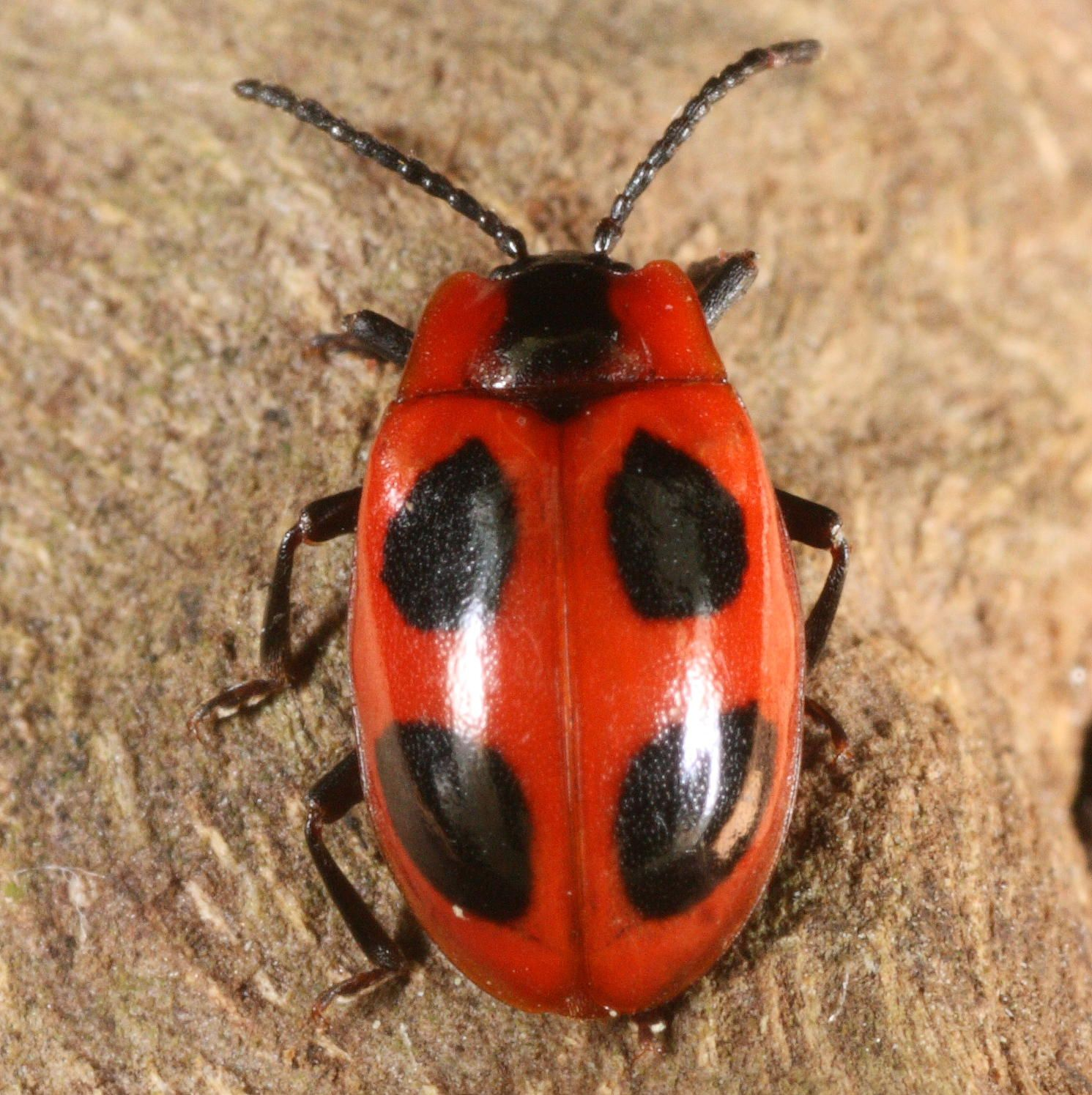
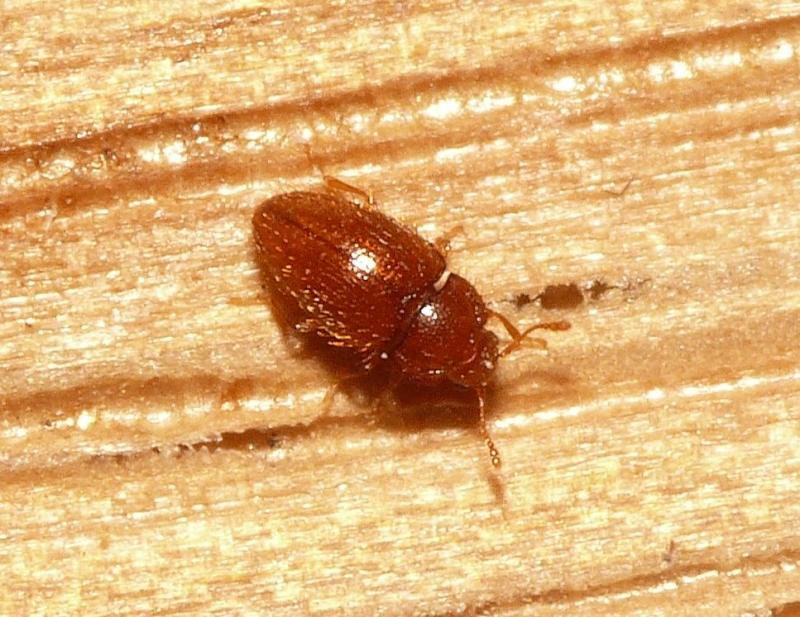

## Dottertaxa till svampbaggar, i alfabetisk ordning[1][2]
- Acritosoma
- Anamorphus
- Anidrytus
- Aphorista
- Archipines
- Bystus
- Catapotia
- Clemmus
- Corynomalus
- Danae
- Danascelis
- Eidoreus
- Endomychus
- Ephebus
- Epipocus
- Epopterus
- Evolocera
- Exysma
- Hadromychus
- Holoparamecus
- Leiestes
- Lycoperdina
- Micropsephodes
- Micropsephus
- Mycetaea
- Mycetina
- Phymaphora
- Rhanidea
- Rhymbomicrus
- Saula
- Stenotarsus
- Stethorhanis
- Symbiotes
- Trochoideus
- Xenomycetes